# ハワード・ロバーツ (彫刻家)

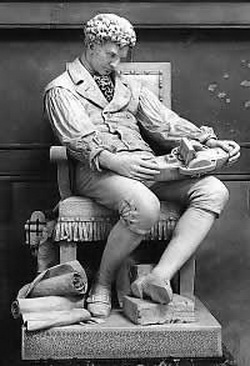
ハワード・ロバーツ作「ロバート・フルトン」、国立彫像ホール・コレクション

ハワード・ロバーツ（Howard Roberts、1843年4月8日 - 1900年4月19日）は、アメリカ合衆国の彫刻家である。

## 略歴
フィラデルフィアの裕福な家族に生まれた。ペンシルベニア美術アカデミーでフランス生まれの彫刻家のベイリー(Joseph Alxis Bailly)に学んだ。有名な画家のトマス・エイキンズと同時期に学び、エイキンズと共に1866年にフランスに留学し、パリ国立高等美術学校で彫刻家のオーギュスト・デュモンの元で修行した。裕福な境遇のロバーツをエイキンズは快く思っていなかったとされる  。ロバーツはその後彫刻家のシャルル・グメリ(Charles Guméry: 1827–1871)に学んだ。
1871年にペンシルベニア美術アカデミーの新校舎のデザイン・コンクールに優勝した建築家のフランク・ファーネス(Frank Furness: 1839-1912)は設計にあたって、ロバーツとエイキンズからスタジオに対するアドヴァイスを求めた。
1872年のペンシルベニア美術アカデミーの展覧会にナサニエル・ホーソーンの1850年の小説「緋文字」の主人公、ヘスター・プリンを題材にした作品を出展した。1873年に、古代ギリシャの女性哲学者、ヒュパティアの原型とともにパリに再び渡り、パリで大理石像を制作した。（ヒュパティアの生涯は、1853年にチャールズ・キングズリーが小説にしていた。）パリでは「La Première Pose（初めてのポーズ）」と題した若い女性の裸像を制作し、この作品を1876年のフィラデルフィア万国博覧会に出展し、高い評価を得た。
その他の作品には国立彫像ホール・コレクションに展示する彫像を選ぶ、マサチューセッツ州のコンペで選ばれて、蒸気船の実験と実用化に成功したロバート・フルトンの彫像を制作した。カジュアルな服装で腕まくりをして、船の模型を見つめているフルトンの像は1883年から国立彫像ホール・コレクションで展示されている。
1894年にフィラデルフィアのスタジオを閉鎖しパリに移り、1900年にパリで亡くなった。1905年にペンシルバニア美術アカデミーで回顧展が開催された。
1876年に結婚し、2人の子供が生まれた。孫のハワード・ラドクリフ・ロバーツ・ジュニア(Howard Radclyffe Roberts Jr. : 1906–1982)は昆虫学者として知られている。